# Hövelhof
Hövelhof är en Gemeinde i Kreis Paderborn i det tyska förbundslandet Nordrhein-Westfalen. Orten, som har anor från 1000-talet, har cirka 17 000 invånare.